# Khương Hữu Điểu
Khương Hữu Điểu (sinh ngày 7 tháng 10 năm 1931) là kỹ sư, chuyên viên, công chức và chính khách người Việt Nam, cựu Thứ trưởng Bộ Thương mại và Công Kỹ nghệ, Thứ trưởng Bộ Kinh tế, Giám đốc Trung tâm Khuếch trương Kỹ nghệ và Tổng Giám đốc Ngân hàng Phát triển Kỹ nghệ thời Việt Nam Cộng hòa. Ông được coi là một trong những người góp phần vào công cuộc kỹ nghệ hóa nền kinh tế miền Nam Việt Nam trước năm 1975. 

## Tiểu sử

### Thân thế và học vấn
Khương Hữu Điểu sinh ngày 7 tháng 10 năm 1931 tại Vĩnh Long, Nam Kỳ, Liên bang Đông Dương Vốn là con cháu trực hệ thuộc dòng họ Khương Hữu ở Việt Nam. Ông sinh ra là anh em song sinh với Dược sĩ Khương Hữu Quí, nhà khoa học người Pháp gốc Việt có 3 bằng tiến sĩ, với ông bà Khương Hữu Lân, thợ kim hoàn nổi tiếng ở thành phố Mỹ Tho. Do gia đình em trai Khương Hữu Lân là Khương Hữu Phụng bị hiếm muộn nên ông được giao cho cặp vợ chồng này nhận làm con nuôi. Ông lấy vợ tên là Đinh Thị Bích Châu vào năm 1960.
Thuở nhỏ, ông theo học trung học đệ nhất cấp tại trường Collège Le Myre de Vilers Mỹ Tho từ năm 1941 đến năm 1948 và tốt nghiệp bằng thành chung. Trong thời gian này, do không có cơ sở giáo dục đại học nào ở quê nhà Mỹ Tho nên cha mẹ đành gửi ông lên Đà Lạt nhập học Trường Lycée Yersin từ năm 1948 đến năm 1951. Nhờ thành tích học tập xuất sắc mà ông được Hội Phụ huynh Học sinh Việt Nam trao tặng Giải thưởng danh dự từ ba trường Pháp nổi tiếng và uy tín nhất tại Sài Gòn thời bấy giờ là Chasseloup Laubat, Marie Curie và Pétrus Trương Vĩnh Ký.
Sau khi lấy bằng Tú tài toàn phần, Khương Hữu Điểu sang Mỹ du học ngành kỹ sư theo diện trao đổi sinh viên tại Trường Đại học Lafayette ở Easton, Pennsylvania từ năm 1952 đến năm 1956. Ông đỗ Cử nhân Khoa học Kỹ thuật Cơ khí thông qua Học bổng Fulbright và tốt nghiệp hạng ưu. Ngoài ra, ông còn được trao Học bổng toàn phần Tau Beta Pi để theo học Viện Công nghệ Massachusetts (MIT) từ năm 1956 đến năm 1957, rồi lấy bằng Thạc sĩ Khoa học Kỹ thuật. Ông còn học thêm chuyên ngành quản trị kinh doanh tại Trường Kinh doanh Đại học Columbia ở New York từ năm 1957 đến năm 1958. Trong năm cuối cùng này, vì là một phần thuộc chương trình sinh viên nước ngoài, ông gia nhập hãng Ebasco International tại New York với chức danh Kỹ sư Dự án từ năm 1957 đến năm 1958.

### Du lịch vòng quanh thế giới
Tháng 6 năm 1958, Khương Hữu Điểu quyết định  tiến hành chuyến du lịch vòng quanh thế giới trong 90 ngày bằng máy bay của hãng Pan American World Airways trước khi về hẳn Việt Nam lập nghiệp. Ông khởi sự từ Sân bay Idlewild rồi theo thứ tự máy bay sẽ ghé thăm Lisbon, Madrid, Nice, Luân Đôn, Paris, Milano, Athena, Cairo, Teheran, Bombay, New Delhi, Calcutta, Yangon, Bangkok, Phnôm Pênh để cuối cùng về đến Sài Gòn đoàn tụ cùng người thân trong gia đình. Chuyến hành trình này còn bao gồm cả cuộc du hành bằng xe hơi dài 15.000 km bên Tây Âu. Tuy nhiên, ông không thể viếng thăm Đông Âu lúc ấy vì Chiến tranh Lạnh và Bức màn Sắt.
Chính nhờ cuộc hành trình từ New York về Việt Nam đã thực sự giúp ông mở rộng tầm mắt nhiều hơn. Bên cạnh đó lại còn học hỏi được thật nhiều điều thú vị nhờ những khám phá từ những đất nước xa lạ, làm quen đủ loại người với văn hóa, ẩm thực và lối sống khác nhau. Nhờ những hiểu biết này mà ông đã thích nghi và hội nhập vào nước Mỹ về sau và nghiệm ra rằng Đông và Tây tuy khác nhau nhưng vẫn có nhiều điểm tương đồng.

### Tham chính và phát triển kỹ nghệ
Cuối năm 1958, ông trở về nước rồi được Tập đoàn Esso tại Sài Gòn tuyển vào làm Phụ tá Giám đốc Điều hành. Năm 1960, ông sang Hồng Kông và Singapore tham dự chương trình huấn luyện về quản trị công rồi về Sài Gòn được Esso bổ nhiệm chức vụ Điều hợp viên Chương trình Giản dị hóa Công việc cho đến năm 1961. Sau đó, ông quyết định bỏ công việc tại Esso để nhận làm Giám đốc Kỹ thuật cho Công ty Đường Việt Nam phụ trách chương trình hiện đại hóa Nhà máy Đường Hiệp Hòa từ năm 1961 đến năm 1964.
Sau cuộc đảo chính lật đổ nền Đệ Nhất Cộng hòa vào cuối năm 1963, ông thay thế Bửu Hoan lên làm Giám đốc Trung tâm Khuếch trương Kỹ nghệ kiêm nhiệm Tổng Giám đốc Công ty Quốc gia Khuếch trương Khu kỹ nghệ (Sonadezi) từ năm 1965 đến năm 1971. Dưới thời nội các chiến tranh Nguyễn Cao Kỳ, ông nhận lời mời làm Phụ tá dưới quyền Tổng Ủy viên Kinh tế và Tài chánh Âu Trường Thanh vào tháng 2 năm 1966. 
Đầu tháng 10 năm 1966, Âu Trường Thanh từ chức vì bất đồng với Tướng Kỳ trong vụ xử lý khủng hoảng nội các liên quan đến hành động ỷ quyền của Đại tá Nguyễn Ngọc Loan. Riêng ông vẫn ở lại phục vụ Bộ Kinh tế trên cương vị Thứ trưởng Bộ Thương mại và Công Kỹ nghệ từ năm 1967 đến năm 1968 và Thứ trưởng Bộ Kinh tế từ năm 1968 đến năm 1969. Sau cùng, ông giã từ chính trường quay về làm Giám đốc Trung tâm Khuếch trương Kỹ nghệ. Năm 1972, trung tâm này đổi tên thành Ngân hàng Phát triển Kỹ nghệ Việt Nam, riêng ông đổi sang chức danh Tổng Giám đốc và tiếp tục làm việc cho ngân hàng này đến tận những ngày cuối cùng của chính thể Việt Nam Cộng hòa. 
Ngoài việc trực tiếp điều hành Trung tâm Khuếch trương Kỹ nghệ, Công ty Quốc gia Khuếch trương Khu kỹ nghệ và Ngân hàng Phát triển Kỹ nghệ Việt Nam, với cái nhìn bao quát trong việc phát triển kinh tế quốc gia, ông còn tích cực thúc đẩy việc thành lập, cung cấp phương tiện nhân tài vật lực và định hướng hoạt động của các cơ quan, đoàn thể và tổ chức sau đây: Viện Quốc gia Định chuẩn, Tổng cuộc Phát triển Đầu tư, Tổng cục Dầu hỏa và Khoáng sản, Khu Chế xuất, Hội Quản trị Xí nghiệp, Việt Nam Súc Sản và Tổ chức Năng suất Á Châu.

### Tị nạn và lưu vong sang Mỹ
Trước khi Sài Gòn thất thủ, ông cùng vợ may mắn lên máy bay di tản sang Mỹ vào ngày 23 tháng 4, lúc đầu họ ở tạm trên đảo Guam rồi về sau chọn định cư tại San Francisco, California. Trong thời gian tị nạn, ông tình nguyện làm Chủ tịch Ủy ban Điều hành Trại Pendleton trực thuộc Thủy quân lục chiến Hoa Kỳ rồi đứng ra lo liệu việc sắp xếp và hỗ trợ cho nhiều gia đình người tị nạn Việt Nam định cư tại Mỹ.
Cuối năm 1975, ông được nhận vào làm Phụ tá Giám đốc Dự án cho Tập đoàn Bechtel tại San Francisco cho đến khi nghỉ việc năm 1987. Cùng năm đó, ông  gia nhập công ty tư nhân MDA Engineering Inc. tại Hayward, California với chức danh Giám đốc và Phó Chủ tịch cho đến khi chính thức nghỉ hưu vào năm 1996.
Năm 1998, ông cho biên soạn và xuất bản một cuốn sách nhỏ viết về nền kinh tế Việt Nam và sự phát triển trong tương lai mang tên The Future of Industrial Development in Vietnam.
Gần đây, ông là diễn giả tại hội thảo "Chiến tranh Việt Nam – Kinh tế & Chính trị" đã được hàng nghìn người tham dự đón nhận nồng nhiệt.

## Tổ chức
Trong giai đoạn từ năm 1965 đến năm 1975, ông từng tham gia giảng dạy và là hội viên kiêm sáng lập viên của nhiều tổ chức như sau:
- Chủ tịch Hội Việt-Mỹ từ năm 1972 đến năm 1975.
- Chủ tịch Hội Cựu Học sinh Mỹ từ năm 1968 đến năm 1971.
- Hội viên Hội đồng Đối ngoại Việt Nam từ tháng 3 năm 1968.
- Hội viên Ban Giám đốc Hội Việt-Mỹ từ năm 1967 đến năm 1972.
- Hội viên Hội đồng Tư vấn Kỹ nghệ Việt Nam từ tháng 4 năm 1967.
- Hội viên Hội đồng Tư vấn Quan hệ Lao động từ tháng 3 năm 1969.
- Giảng viên Trường Cao đẳng Quốc phòng từ năm 1966 đến năm 1972.
- Giảng viên Trung tâm Quốc gia Kỹ thuật Phú Thọ từ năm 1966 đến năm 1970.
- Hội viên Ban Giám đốc Công ty Điện lực Việt Nam từ năm 1969 đến năm 1975.
- Hội viên Ban Giám đốc và Phó Chủ tịch Công ty Dệt Sicovina từ năm 1965 đến năm 1975.
- Tổng Thư ký và Chủ tịch Hội Cây cảnh và Hoa kiểng Việt Nam từ năm 1966 đến năm 1975.
- Nhà sáng lập và Chủ tịch Hội Quản trị Xí nghiệp Việt Nam từ tháng 4 năm 1969 đến năm 1975.
- Trưởng ban Kỹ thuật Hội đồng Nghiên cứu Khoa học Quốc gia từ tháng 3 năm 1969 đến năm 1975.
- Hội viên Ban Giám đốc và Chủ tịch Tổ chức Năng suất Á Châu, Nhật Bản từ năm 1965 đến năm 1975.
- Trưởng ban Hội nghị Kinh tế Việt Nam tại Trung Hoa Dân Quốc và Hàn Quốc từ năm 1966 đến năm 1968.

## Ấn phẩm
- Nguyệt san Quản trị xí nghiệp, Sài Gòn, 1970.[1]
- Đặc san Khuếch trương Kỹ nghệ, Sài Gòn, 1965.[10]
- Đông gặp Tây – Hành trình qua Chiến tranh và Hòa bình, San Francisco, 2017.

## Vinh danh
- Chương Mỹ Bội Tinh Đệ Nhất Hạng.[1]:112
- Kinh Tế Bội Tinh Đệ Nhất Hạng.[1]:112
- Tài Chánh Bội Tinh Đệ Nhất Hạng.[1]:112
- Công Chánh Bội Tinh Đệ Nhất Hạng.[1]:112